# Razonamiento abductivo

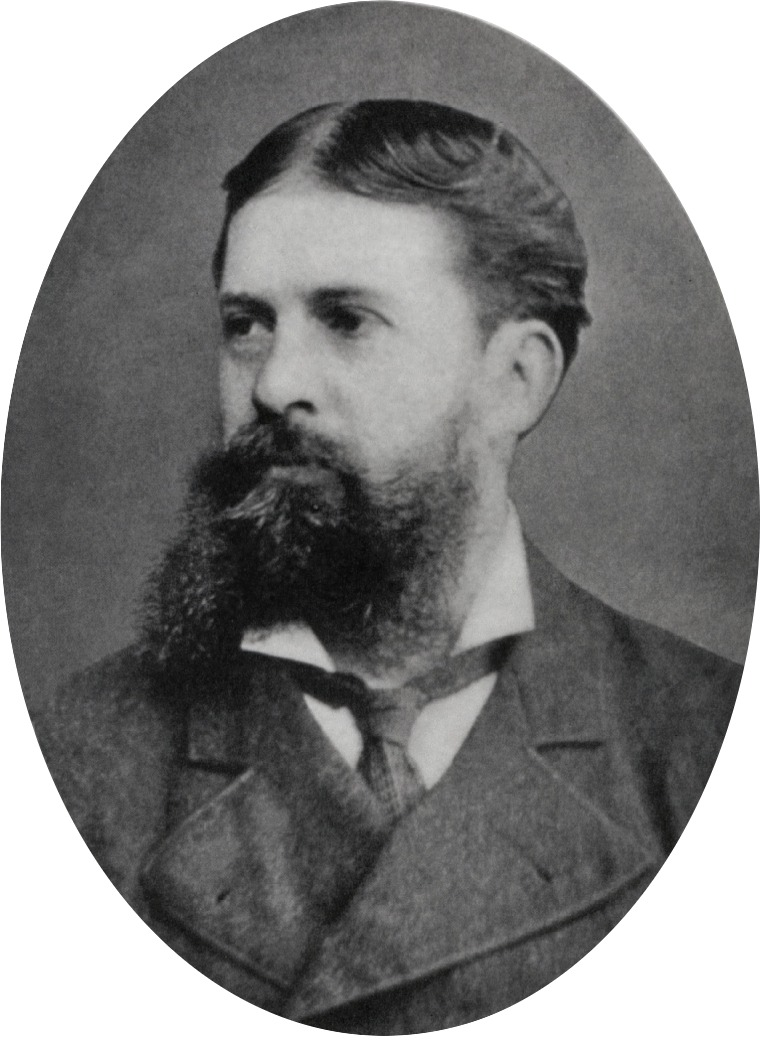
Charles Sanders Peirce, fundador del pragmatismo.

El razonamiento abductivo (del latín abdūctiō y esta palabra de ab, desde lejos, y dūcere, llevar) es un tipo de razonamiento que, a partir de la descripción de un hecho o fenómeno, ofrece o llega a una hipótesis que explica las posibles razones o motivos del hecho mediante las premisas obtenidas. Charles Sanders Peirce la llama una conjetura. Esa conjetura busca ser, a primera vista, la mejor explicación, o la más probable. Sin embargo, la abducción y la inferencia a la mejor explicación son dos tipos de razonamientos distintos, aunque existen autores que lo discuten. 
Aristóteles investigó los razonamientos abductivos en sus Primeros analíticos (II, 25). Según Aristóteles, los razonamientos abductivos son silogismos en donde las premisas solo brindan cierto grado de probabilidad a la conclusión.
Según Peirce, la abducción es algo más que un silogismo: es una de las formas de razonamiento junto a la deducción y la inducción.

## Introducción
En la abducción, a fin de entender un fenómeno se introduce una regla que opera en forma de hipótesis para considerar dentro de tal regla al posible resultado como un caso particular.
En otros términos: en el caso de una deducción se obtiene una conclusión «q» de una premisa «p», mientras que el razonamiento abductivo consiste en explicar «q» mediante «p» considerando p como hipótesis explicativa.
De este modo la abducción es la operación lógica por la que surgen hipótesis novedosas.
En muchos casos las abducciones no son sino las conjeturas espontáneas de la razón. Para que esas hipótesis surjan, se requiere el concurso de la imaginación y del instinto. La abducción es como un destello de comprensión, un saltar por encima de lo sabido; para la abducción es preciso dejar libre la mente. Peirce habla en ese sentido del musement, un momento más instintivo que racional en el que hay un flujo de ideas, hasta que de pronto se ilumina la sugerencia. Según el mismo Peirce, la "abducción es el primer paso del razonamiento científico" (Collected papers 7.218), ya que desde el inicio se efectúa una restricción de hipótesis aplicables a un fenómeno.
Según ese filósofo estadounidense, el pensamiento humano tiene tres posibilidades de crear inferencias o tres diversos modos de razonar: el deductivo, el inductivo y el abductivo

## Ejemplos
Aristóteles en los capítulo 23, 24, 25 del libro segundo de los Primeros analíticos, estableció tres formas posibles de razonamiento. El capítulo 25, Aristóteles lo dedica al tipo de razonamiento conocido como: apagogé, traducida como "abducción", "retroducción" o "presunción". Aristóteles diferencia explícitamente esta apagogé de la epagogé (inducción) y de la apodeixis (deducción).
Las siguientes son representaciones esquemáticas de los tres tipos de razonamientos, estudiados por Aristóteles en los Primeros analíticos:  
- Un esquema deductivo:

Regla general: "Todos los frijoles del empaque X son blancos".
Caso: "Estos frijoles provienen del empaque X".
Resultado: "Estos frijoles son blancos".
- Un esquema inductivo:

Caso: "Estos frijoles provienen del empaque X".
Resultado: "Estos frijoles son blancos".
Regla general: "Todos los frijoles del empaque X son blancos".
- Un esquema abductivo:

Resultado: "Estos frijoles son blancos".
Regla general: "Todos los frijoles del empaque X son blancos".
Caso: "Estos frijoles provienen del empaque X".
Esta es otra representación esquemática de un razonamiento abductivo, como la mejor explicación:
- [Hecho/efecto a explicar] A
- [Hipótesis explicativa 1] B
- [Regla 1] Si B, entonces A
- [Hipótesis explicativa 2] C
- [Regla 2] Si C, entonces A
- [Nuevo hecho conocido] No-B
- Se retira la Hipótesis explicativa 1
- [Mejor explicación] C explica causalmente A

Así, si A: calle mojada, B: Acueducto roto, C: llovió. Se verifica que No-B (no hay acueductos rotos), entonces la calle mojada queda explicada porque llovió.

## Crítica
En la deducción la conclusión se obtiene de la premisa: dada la regla y el caso, el resultado hace explícito algo ya implícito en las premisas (se dice aquí que se va de lo universal a lo singular). La inducción en cambio permite crear una regla (hipotética) a partir de un caso y otro caso (se va de los singular a lo universal). A diferencia de la deducción y como la misma abducción, la inducción no es lógicamente válida sin confirmaciones externas (en los ejemplos dados, bastaría una excepción a la regla para que la regla quedase falsada, por ejemplo, bastaría un frijol negro). La inducción y la abducción no serían válidas sin una ratificación empírica y, pese a todas las posibles ratificaciones empíricas, siempre parece existir el riesgo de una excepción.
Siguiendo con los ejemplos dados y observando que, tenemos bolillas blancas y teniendo a disposición una Regla como para dar una explicación (sabemos que todas las bolillas de la bolsa x son blancas) entonces podemos hipotetizar válidamente que quizás, probablemente, estas bolillas blancas procedan de la bolsa x. De este modo (pese a la incertidumbre) hemos incrementado nuestro conocimiento en cuanto sabemos ya algo más: al principio sabíamos que (por ejemplo) "las bolillas eran blancas", ahora sabemos que pueden corresponder al conjunto de la bolsa x.
Por estar fundamentada en un juego de hipótesis probables, es por lo que Peirce ha considerado a la abducción "como la única forma de razonar que es realmente susceptible de incrementar nuestro saber, o, mejor dicho, al hipotetizar, crear nuevas ideas y prever. En lo real las tres formas de inferencia lógica (abducción, deducción, inducción) permiten incrementar la consciencia, aunque en orden y medida diferentes; al respecto opina Peirce que solo la abducción está totalmente dedicada al enriquecimiento cognitivo... aunque al precio de un cierto riesgo de error, si bien se observa la abducción esta aparece como el modo inferencial más inductivo".
Si el contenido de un argumento abductivo se afirmara como verdadero, desde una perspectiva lógica la abducción sería un non sequitur o falacia de la afirmación del consecuente.
Así pues, la abducción, como la inducción, no contiene en sí una validez lógica y debe ser confirmada. La confirmación sin embargo jamás podrá ser absoluta sino solo probable; existirá una abducción correcta si la regla elegida para explicar la conclusión se confirma tantas veces de modo que la probabilidad prácticamente equivale a una certeza razonable y si no existen otras reglas que expliquen igualmente bien, o mejor, los fenómenos en cuestión.
En cierto modo la abducción, precisamente por su imprecisión original implica un modo de pensar no lineal (existe algunas similitudes con el pensamiento lateral)[cita requerida] y con razonamiento analógico.
Para el semiótico Umberto Eco el razonar abductivo es el «razonar del detective» en cuanto en ella se pueden relacionar diversos indicios dentro de una hipótesis explicativa válida.